# Fernando Vilella
Fernando Vilella (Morón, 3 de diciembre de 1954) es un ingeniero agrónomo, académico y político argentino. Se desempeño como Secretario de Bioeconomía desde el 11 de diciembre de 2023 hasta el 10 de julio del 2024. 

## Biografía
Nació el 3 de diciembre de 1954, en la localidad argentina de Morón.
En 1980, tras realizar estudios en la Facultad de Agronomía de la Universidad de Buenos Aires, obtuvo el título de ingeniero agrónomo.

### Trayectoria académica
Comenzó su carrera docente en la cátedra de Producción Vegetal siendo alumno y discípulo del agrónomo Alberto Soriano y llegando a ser profesor titular a cargo de la materia. En el ámbito estudiantil, alcanzó a ser consejero superior por el claustro estudiantil en la Universidad de Buenos Aires.
Fue electo para el periodo comprendido entre 1998 y 2002 sucediendo a la gestión de Guillermo Murphy y nuevamente relecto Decano para el periodo 2002-2006. Posteriormente fue convocado por el entonces gobernador Daniel Scioli para ocupar el cargo de Subsecretario de Asuntos Agrarios de la Provincia de Buenos Aires, cargo que dejó en octubre de 2008 a partir de diferencias con la entonces Ministra Débora Giorgi.
Posteriormente crearía el Programa de Bioeconomía de la Facultad de Agronomía de la Universidad de Buenos Aires donde sería su director, así como también la Actualización en Bionegocios y las Diplomaturas en Bionegocios y Biofinanzas.Introduciendo de este modo el concepto de la bioeconomía al campo de la investigación aplicada en la Argentina.
Creó junto a Héctor Ordoñez el Programa de Agronegocios de la FAUBA de la cual fue su director, así como también fue profesor a cargo y titular de la Cátedra de Agronegocios de la FAUBA hasta su jubilación.
Durante el periodo 2018-2020 ocuparía la presidencia del  Consejo Profesional de Ingeniería Agronómica creando la Mesa Nacional de la Ingeniería Agronómica junto con el resto de las entidades provinciales y no gubernamentales que representan a la profesión.

### Secretario de Bioeconomía (2023-2024)
El 11 de diciembre de 2023, fue nombrado por el presidente Javier Milei, como secretario de Bioeconomía de la Nación del Ministerio de Economía tarea que cumplió hasta el 10 de julio de 2024 cuando el ministro Luis Caputo le pidió la renuncia. 

## Decano de FAUBA
Ocupó el cargo de Decano de la Facultad de Agronomía de la Universidad de Buenos Aires por dos periodos consecutivos, al iniciar la Facultad disponía de solo una carrera como oferta académica de grado, la Ingeniería Agronómica, incorporando durante su gestión a nuevas carreras y titulaciones como la Licenciatura en Ciencias Ambientales, Gestión en Agro alimentos y Producción Vegetal Orgánica.
Su paso por la gestión en la Facultad le implicó ocupar nuevos cargos de gestión dentro de la universidad, como Presidente de la Comisión de Enseñanza del Consejo Superior de la UBA, Presidente de la Comisión de Convenios del Consejo Superior, Director de la Carrera de Licenciatura en Ciencias Ambientales, y Co Director del Centro de Producciones Alternativas Agropecuarias de la FAUBA.